# Dmitrij Strocew
Dmitrij Strocew (ur. 12 kwietnia 1963 w Mińsku) – białoruski poeta piszący w języku rosyjskim.
Na początku lat 90. XX wieku założył w Mińsku wydawnictwo Winograd specjalizujące się w literaturze religijnej. Jego poezja porusza tematy na pograniczu religijności, duchowości i polityki. W 2020 roku po protestach przeciw reelekcji Alaksandra Łukaszenki został skazany na 13 dni więzienia. Jego poezja wyraza opór białoruskiego społeczeństwa przeciwko reżimowi Alaksandra Łukaszenki. Obecnie przebywa na emigracji.
W 2021 roku otrzymał Nagrodę im. Kurta Tucholsky'ego przyznawana przez szwedzki PEN Club. Swiatłana Aleksijewicz nazwała Strocewa jednym z czołowych białoruskich poetów. 